# Festival de Calaveras

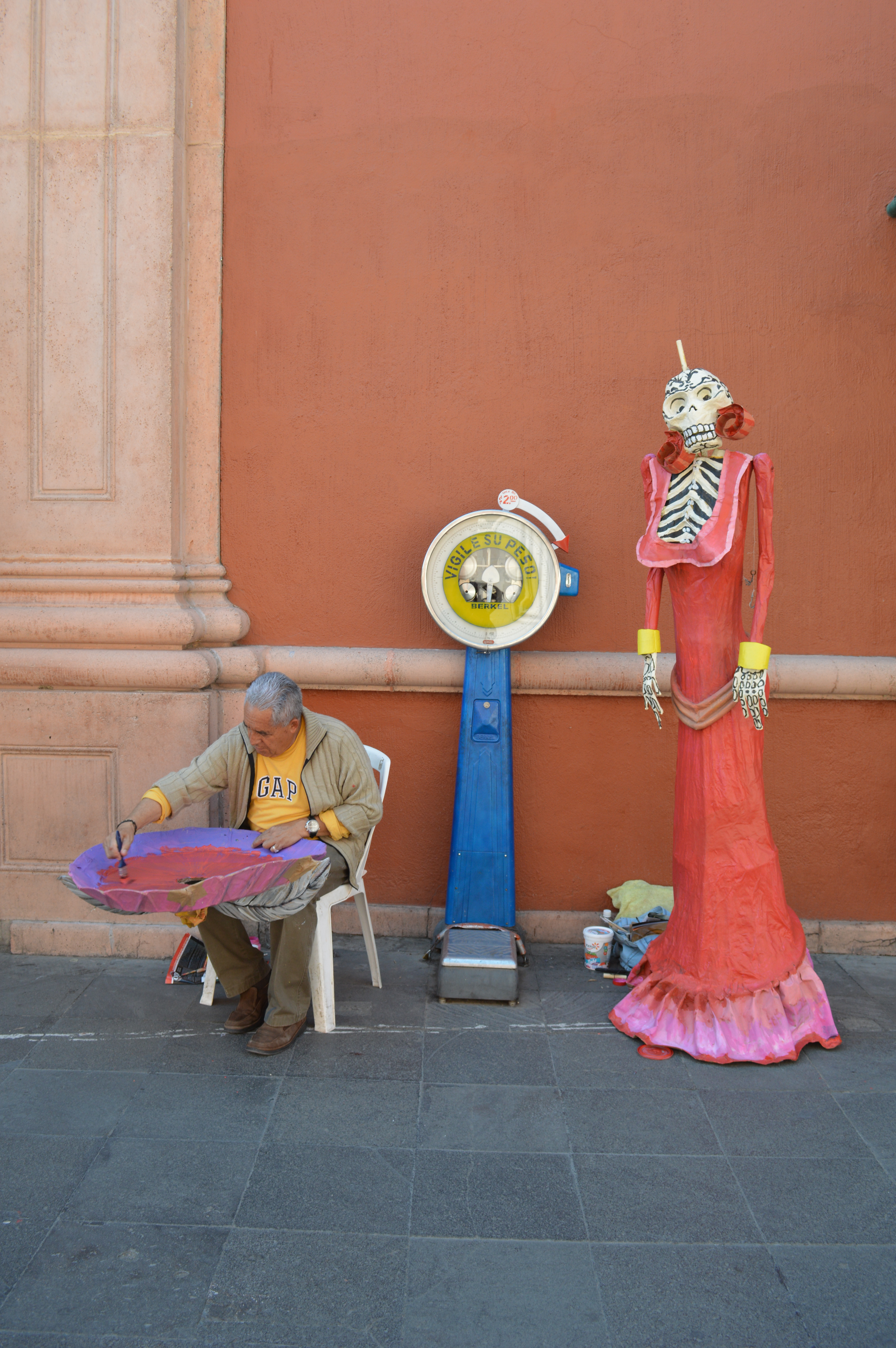
Hombre preparando escultura de papel para el Festival de las Calaveras.

El Festival Cultural de Calaveras también conocido como Feria de las Calaveras, es uno de los eventos tradicionales más importantes del Estado de Aguascalientes. Se ha realizado desde 1994 (hace 31 años), hasta la actualidad, llevándose a cabo diversos eventos, tales como el desfile de las calaveras, exposición de artesanías relativas al día de muertos, pabellones de gastronomía tradicional, el llamado "altar viviente" entre muchas otras, así mismo se caracteriza por la colocación del "Tianguis de las Calaveras," mismo que en un inicio se colocaba en las calles que rodean a los panteones de Los Ángeles y de la Cruz, principalmente, las de José Guadalupe Posada y Guadalupe, en el antiguo barrio de Guadalupe en la ciudad de Aguascalientes, México, siendo que actualmente dicho tianguis se coloca en la parte posterior de dichos cementerios, precisamente en la avenida denominada Arrollo de los Arellano así como en las instalaciones de la Isla San Marcos.

## Objetivos del festival
Este festival se celebra la última semana de octubre y primera semana de noviembre con la finalidad de preservar las tradiciones populares concernientes al día de muertos, así como rendir homenaje a José Guadalupe Posada, dibujante, caricaturista y grabador aguascalentense, reconocido internacionalmente por sus obras de un particular humor trágico alusivas al México revolucionario, tratando de retratar la situación política de su tiempo y por lo cual la imagen de la famosa Catrina es conocida a nivel internacional.
Es uno de los eventos de mayor relevancia y tradición que se realiza en Aguascalientes, y que por sus características culturales se ha ido posicionando turísticamente a nivel local y regional.

## Origen del festival de las calaveras

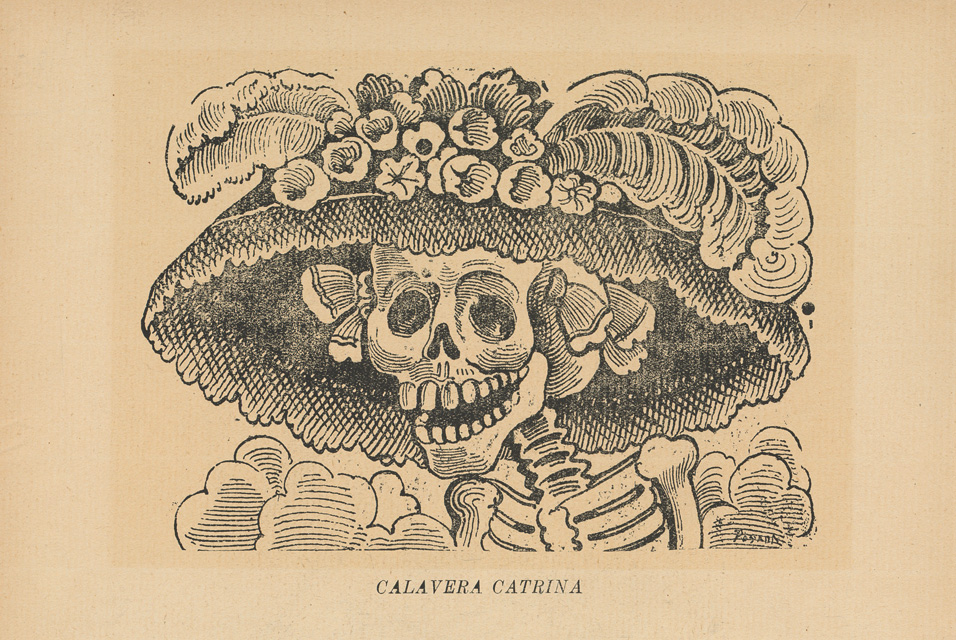
La Calavera garbancera de José Guadalupe Posada, es el ícono de esta festividad.

El festival de las Calaveras puede considerarse un remanente de la Feria Nacional de San Marcos, la cual se llevaba a cabo a las afueras del Parián en los últimos días del mes de octubre y noviembre. También coincide con  las fechas tradicionales de 1 y 2 de noviembre, Día de Todos los Santos y Conmemoración de los Fieles Difuntos.
Desde sus inicios conserva elementos populares como el tianguis, la vendimia, el tributo a los difuntos a partir de las ofrendas y el carácter festivo a través de la música, pirotecnia, el paseo por el centro de la ciudad y la comida tradicional.
La festividad recobró vitalidad a finales del siglo XX con la llegada de cientos de familias emigrantes del Distrito Federal y de estados aledaños, al ser descentralizado y traslado el INEGI a la entidad.
A principios de la década de los 90, se montaron los primeros altares en la Casa de la Cultura y en pocos años, la celebración se extendió al Centro Cultural Los Arquitos hasta convertirla en el Festival Cultural de Calaveras, que tiene como imagen principal a la Catrina de José Guadalupe Posada.

## Eventos
En cada una de las ediciones más actuales, el festival ha realizado cerca de 280 eventos. Se destacan los recorridos por el Centro Histórico y panteones, (se acostumbra por ejemplo, a visitar en masa el panteón de los ángeles), exposiciones de pinturas, grabados y fotografías; variedad de eventos musicales, obras de teatro, concursos de dibujo,  presentaciones de grupos de danza, exposiciones de altares de muertos que son acompañados por las jocosas calaveras literarias, eventos deportivos nacionales e internacionales, además se instala una exposición de calaveras de dulce y barro de todas formas y tamaños, las cuales tienen inscritas infinidad de nombres para hacer una sátira sobre la muerte, se instalan juegos mecánicos, puestos de comida, frutas y antojitos de temporada… una actividad particular se realiza una caminata nocturna "Ilumínale los Pies al Muerto", llevada a cabo en el cerro del Picacho, a los pies del Cerro del Muerto.
Lo que corona este festival es el Desfile de las Calaveras, en el que pueden admirarse un sinnúmero de alusiones a los muertos, y el que finalmente llega al altar de muertos viviente.
Según cifras de la Organización, el festival recibe a más de 850 mil visitantes, lo que lo hace el segundo evento más importante de Aguascalientes después de la Feria Nacional de San Marcos, dejando una derrama económica de más de 180 millones de pesos derivados del turismo.